# NGC 1489
NGC 1489 este o galaxie seyfert de tip 2⁠(d) situată în constelația Eridanul. A fost descoperită în 1886 de către Frank Muller.